# Josef Sandén
Josef Emanuel Sandén, född 30 maj 1893 i Linde församling i Lindesberg, död 29 maj 1982 i Östra Eneby i Norrköping, var en svensk körledare, organist och kompositör. Han var far till domkyrkoorganisten Uno Sandén.

## Biografi
Sandén var skräddarmästare liksom sin far Carl Oskar Sandén, som verkade i Gusselby i Lindesberg. Josef Sandén hade för övrigt tio syskon varav sex bröder, som alla blev skräddare. Fadern var livligt engagerad i baptistförsamlingen. Först gick Josef Sandén i lära hos sin far men 1912 flyttade han till Stockholm där han arbetade på Engelska herrskrädderiet, NK och MEA. Han lärde sig tillskärning i Stockholm och Köpenhamn och hade eget skrädderi i Stockholm åren 1920–1934 innan han flyttade till Norrköping och blev tillskärare i firma Hedberg & Skoglund. 
Åren 1919–1934 var han körledare i Stockholms 6:e baptistförsamling. 1934 blev han organist och körledare i Tabernaklet i Norrköping (Norrköpings första baptistförsamling). Han komponerade flera sånger som blev publicerade i den frikyrkliga sångboken Tempeltoner.
Han var från 1923 gift med Sigrid Augusta Eliasson (1891–1983) och de fick tvillingarna Uno och Barbro 1924.

## Kompositioner i urval
- Hur ljuvlig är din boning, text av okänd, publicerad i Tempeltoner (1934)
- När Herren kommer oss nära, text av Ida Granqvist, publicerad i Tempeltoner (1934)